# Asbolia
Asbolia är ett släkte av fjärilar. Asbolia ingår i familjen snigelspinnare.
Kladogram enligt Catalogue of Life:
| Asbolia | \| \| Asbolia micans \| \| \| \| \| \| Asbolia sericea \| \| \| \| |
|         | \| \| Asbolia micans \| \| \| \| \| \| Asbolia sericea \| \| \| \| |
|         | Asbolia micans                                                     |
|         |                                                                    |
|         | Asbolia sericea                                                    |
|         |                                                                    |

## Bildgalleri

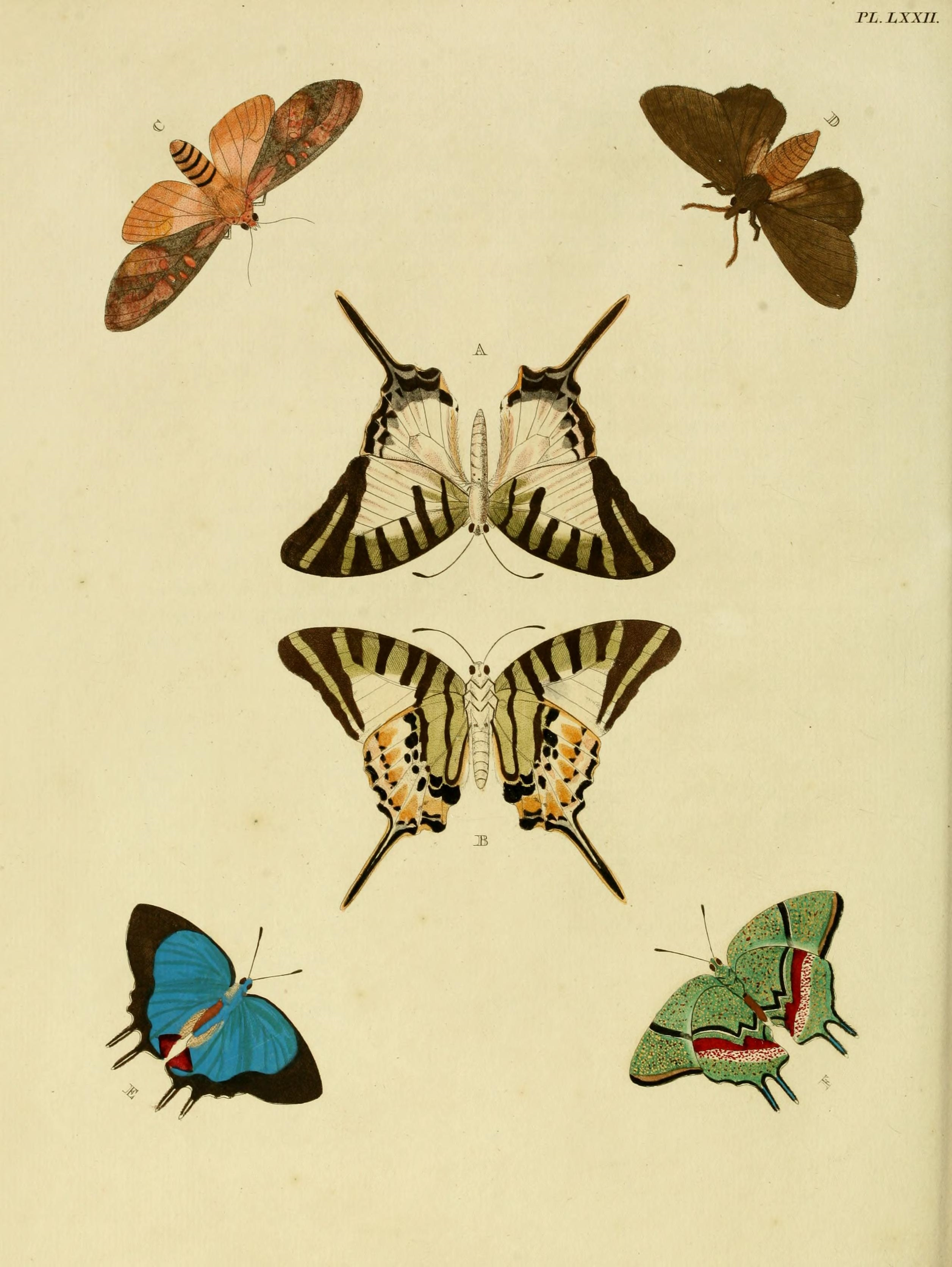